# 白石羈留中心

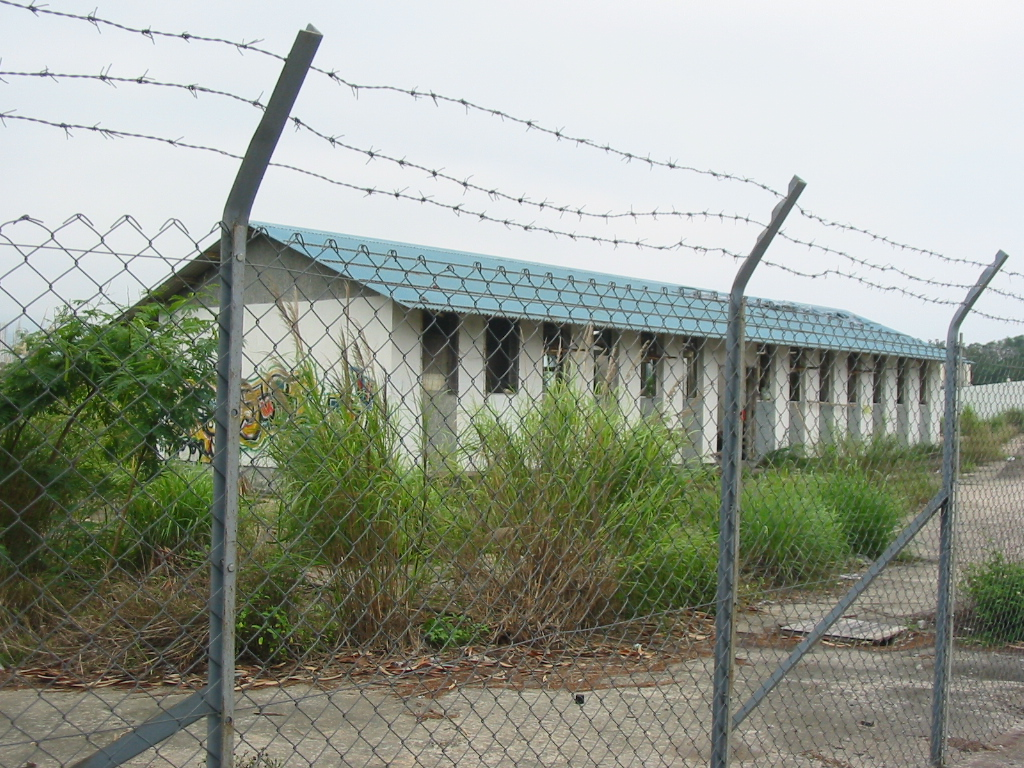
白石羈留中心內一座營舍（2008年）

白石羈留中心（英語：Whitehead Detention Centre，通稱白石船民中心）是香港政府因應越南船民問題，在新界沙田區馬鞍山白石設立，並由懲教署管理的一間高度設防越南船民羈留中心，於1989年1月啟用並接收來自海港羈留中心渡輪和亞皆老街羈留中心的越南船民，成為首批入住者。
作為專設大型羈留中心的它，自啟用以後不斷接收越南人並擴建營區設施，並一度成為全港最大型、收容人數最多的羈留中心，高峰期時曾收容逾兩萬人。該中心也發生不少大型騷亂，當中以1996年5月10日的騷亂最為轟動，並造成大半個中心用地被焚燬及多人重傷，逾200名船民一度趁亂逃脫。隨著港府推行有秩序遣返行動，該中心的入住者數量下降，最終到1997年6月關閉，餘下的人被遷至西貢萬宜羈留中心，而原址北部曾被港府以短期租約形式批出，後來再改建為白石高爾夫球練習場。而南部土地則曾經批予香港理工大學的香港道路研究所作實驗場地之用，其後改為私人住宅用途，並於2019至20年間重建成屋苑「雲海」及「泓碧」。及後港府批部份土地予香港城市大學興建學生宿舍。

## 歷史

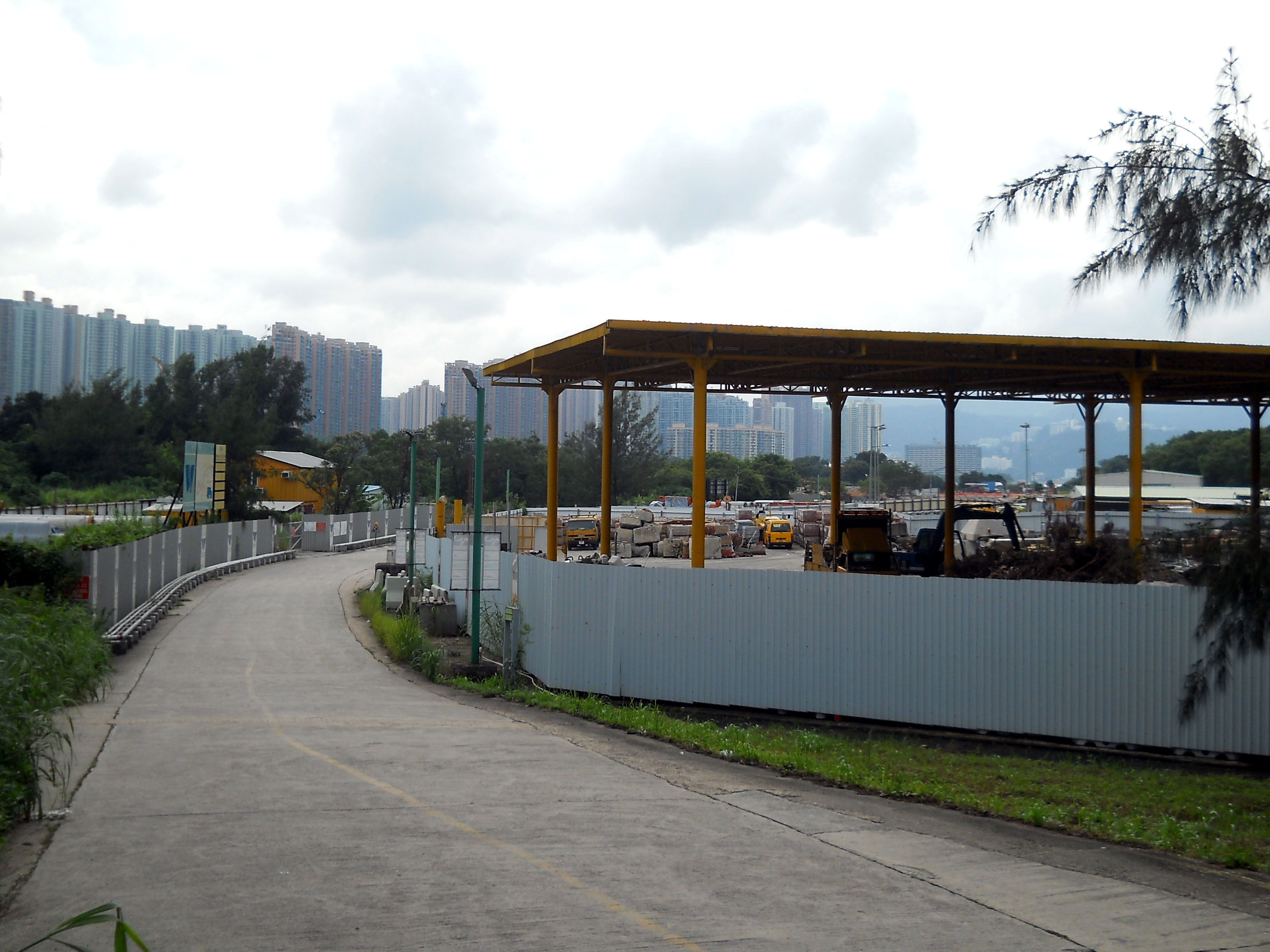
白石羈留中心舊址平整後的地盤

自越南戰爭在1975年結束後，出走國外的越南船民不斷攀升，當中有不少人來到香港。懲教署受港府所託，在全港先後開設十幾間羈留中心以暫時收容他們，不過仍然不敷應用。港府於是在1988年，開始研究在馬鞍山白石和西貢萬宜水庫專設大型羈留中心的可能性。:458月24日，立法局財務委員會正式通過1億7560萬港元撥款，在白石進行羈留中心首期工程，包括先興建兩座營舍，容納4,800人，並預留部分用地以擴建多兩座類似營倉的建築，預計整個中心最終可容納9,600人。工程後來在同年12月完成，並於翌年1月24日安排住在民眾安全服務隊（民安隊）海港羈留中心轄下的民華號渡輪（原屬油蔴地小輪）內，以及同屬民安隊的亞皆老街羈留中心內，一共兩千多名越南船民，分批入住白石中心，成為該中心首批入住者。
不過，入住人數不久後急速上升至約4,100人，懲教署在同年5月臨時加建臨時營舍以應付需求，最終收容額倍增至逾1.8萬人。到7月中心繼續擴建，入住人數已進一步攀升至逾八千人，而每一千名船民只得三名懲教職員管理，引起地區人士不滿並召開記者會要求煞停擴建計劃。即使沙田區議會加入關注，仍無阻羈留中心安置更多船民，9月尾入住人數已增至1.4萬人。雖然該中心後期工程到該年尾逐步落成，但仍然不停收容其他越南船民，令到入住者再升至逾兩萬人，一度成為全港最大型、收容人數最多的羈留中心。
入住人數太多造成營內越南人衝突不斷，例如1989年9月27日，營內有船民手持自製武器毆打其他敵對的同鄉並演變成暴動，造成24人被捕，法庭後來引用《公安條例》，對這些人判以暴動罪，是自1970年暴動罪正式納入《公安條例》後的首次。翌年2月，營內兩度發生集體械鬥事件，同樣導致警方到場鎮壓平息，引致多名船民和懲教職員受傷。1991年2月27日，南、北越人因錢債糾紛而在營內互相砍人，懲教署的應變部隊發射40多枚催淚彈作出驅散。由於在此之前警方管理的石崗羈留中心亦發生喋血事件並造成24人死亡，署方因而決定根據入住者的宗教信仰和籍貫，將營內越南人分隔安置。:47-48
其後港府推行有秩序遣返行動，並受北京當局施壓要求加快關閉難民設施，令滯港越南船民強烈反彈。1994年4月，白石中心內有越南船民反對被強制遣返並發起絕食，後來演變成暴動，有人反鎖在營內並放火。懲教署遂聯同警方合作，動員逾千人在4月7日大舉掃蕩，隨即遭遇反抗，結果警方需要發射逾500枚催淚彈鎮壓，逾200人受傷，當中近百人因催淚煙而燒傷。翌年5月22日，該中心再有船民與警方發生大規模衝突，警方最終共施放約3,250枚催淚彈及多發實彈。
1996年5月10日白石羈留中心再次發生騷亂，亦是該中心啟用以來最嚴重的一次。近千名準備遣返的越南船民，突然手持自製武器衝擊營房並到處放火，營舍大半範圍遭波及，53架車輛受到破壞，另有14名懲教署職員被挾持。當局不得不勞師動眾，召集兩千警力及懲教人員荷槍實彈鎮壓，發射1,800多枚催淚彈，並燒槍上百發示警，造成重大死傷。同時，逾200名船民趁亂殺出重圍，逃往營外的馬鞍山一帶，警方在當地設置路障截查車輛，區內交通癱瘓，更令住在馬鞍山的香港中學會考考生不能前往原定試場應考，考試局即時安排馬鞍山的中學增設試場應付，事後也調整受影響考生的積分。懲教署和警方四日後到營舍搜查，共拘捕35人，搜出約兩千件自製武器及槍枝彈藥，數量是歷年來最多，早前逃走的人亦被尋回。
在騷亂持續發生後，港府沒有改變原本的遣返行動，而越南政府也在同年先後向港府和時任英國外相聶偉敬保證會制止船民逃亡，及加快審批在港的越南人回國，在港的越南船民人數因而加快下降。因此港府在1996年12月公布，計劃翌年1月3日關閉白石中心，並把餘下的船民遷往萬宜羈留中心，後來推遲半年至1997年6月始成事，白石中心多年來處理越南船民的使命到此完結。原址現為白石高爾夫球練習場及兩個私人屋苑。

## 影響
跟萬宜羈留中心一樣，該中心在香港越南船民問題扮演重要角色，讓越南船民對本地社區的影響減少。不過，人滿為患的情況衍生嚴重污水排放問題，引致附近吐露港生態災難，不單令附近沙灘大量海蜆死亡，也造成海產漁獲減少，令當地漁民不滿，他們亦因而一度參與反對興建萬宜羈留中心的多場遊行。羈留中心關閉後留下一大片土地，2017年度《施政報告》發表後，時任民政事務局局長劉江華表示當局正研究在白石中心原址部分用地興建繼啟德體育園後，全港第二大的體育園，其中包含溜冰、棒球及板球等場地。

## 外部連結
- 不漏洞拉：你不知道的越南船民史（上） （页面存档备份，存于），CUP媒體
- 不漏洞拉：你不知道的越南船民史（下） （页面存档备份，存于），CUP媒體